# 日向中継局
日向中継局（ひゅうがちゅうけいきょく）は、日本の宮崎県日向市の米ノ山山頂にあるテレビ放送の中継局。

## 概要
日向市内にも延岡中継局や鰐塚山からの電波は届いているが、受像映像は決して鮮明といえるものではなかった。
日向中継局の設置に至るきっかけは、テレビ宮崎（UMK）の延岡中継局開局時の祝賀会（1970年9月）の際に当時の日向市長などがUMKに直談判したことによる。この結果、UMKは日向中継局の設置計画に乗り出し1971年に開局することとなったが、「中継局設置はNHKから」という慣例からNHK宮崎放送局が先に設置することとなった（開局日は同一）。宮崎放送（MRT）も1972年に中継局を設置した。

## 沿革
- 1971年9月30日 - NHK宮崎放送局とテレビ宮崎が中継局設置。
- 1972年5月10日 - 宮崎放送が中継局を設置。
- 2005年 - 3月から5月にかけてアナログ周波数変更対策（通称アナアナ変換）により補間局を設置。
- 2007年
  - 11月8日 - デジタルテレビ放送の予備免許交付。
  - 11月19日 - デジタルテレビ放送の試験放送開始。
  - 12月3日 - デジタルテレビ放送の本放送開始。
- 2011年
  - 7月24日 - 地上アナログ放送設備の運用終了（地デジ完全移行）。

## 放送設備
アナログ放送の主要局は放送局ごとに単独で設置しているが、デジタル放送の中継局・アナログ放送の補間局はMRTの局舎を使用する。

### 地上デジタルテレビジョン放送
- 2007年11月8日に総務省九州総合通信局から予備免許が交付され、11月19日に試験放送を、12月3日に本放送を開始した。主な受信地域は日向市と東臼杵郡門川町の各一部。全チャンネルが延岡中継局と同一チャンネルとなる。

| ID | 放送局名      | 放送局名      | 物理チャンネル | 空中線電力 | ERP | 放送対象地域 | 放送区域内世帯数 |
| -- | ------------- | ------------- | -------------- | ---------- | --- | ------------ | ---------------- |
| 1  | NHK宮崎       | 総合          | 46ch           | 1W         | -   | 宮崎県       | 24,246世帯       |
| 2  | NHK宮崎       | Eテレ         | 45ch           | 1W         | -   | 全国         | 24,246世帯       |
| 3  | UMKテレビ宮崎 | UMKテレビ宮崎 | 43ch           | 1W         | -   | 宮崎県       | 24,246世帯       |
| 6  | MRT宮崎放送   | MRT宮崎放送   | 44ch           | 1W         | -   | 宮崎県       | 24,246世帯       |

### アナログテレビ放送（運用終了）
- 2011年7月24日に全局運用終了。
- 鰐塚山からの電波を中継。各社補間局が設置されていた（チャンネルはカッコ内で表記）。ERPは主要局のうち最大の値を表記。

| 放送局名      | チャンネル | 空中線電力       | ERP               | 放送対象地域 | 放送区域内世帯数 |
| ------------- | ---------- | ---------------- | ----------------- | ------------ | ---------------- |
| NHK宮崎総合   | 25（50）   | 映像10W/音声2.5W | 映像43W/音声10.5W | 宮崎県       | -                |
| NHK宮崎教育   | 23（48）   | 映像10W/音声2.5W | 映像43W/音声10.5W | 全国         | -                |
| UMKテレビ宮崎 | 29（55）   | 映像10W/音声2.5W | 映像48W/音声12W   | 宮崎県       | -                |
| MRT宮崎放送   | 27（52）   | 映像10W/音声2.5W | 映像49W/音声12W   | 宮崎県       | -                |

## 参考資料
- 『NHK年鑑 1972年版』 日本放送協会。
- 『テレビ宮崎10年のあゆみ』 テレビ宮崎。
- 『宮崎放送三十年史』 宮崎放送、1984年。
- 『日向地区及び高千穂地区の地上デジタルテレビジョン放送局に予備免許』 九州総合通信局、2007年11月8日。